# Parque nacional de la Bahía de Baly
Parque nacional de la Bahía de Baly (en francés: Parc national de la Baie de Baly) es el nombre que recibe un área protegida en el noroeste del país africano de Madagascar.
Está situado en la región de Boeny, cerca de Soalala y Ambohipaky, a unos 150 km hasta la ciudad más cercana llamada Mahajanga. La Reserva natural estricta de Tsingy de Namoroka bordea al parque nacional de la Bahía de Baly.
Es conocido por ser una combinación de dos espacios diferentes: el ecosistema terrestre y el ecosistema marino y costero. La bahía de Baly es el único hábitat para la tortuga Angonoka, una tortuga que no sale de las fronteras de Soalala, también conocida como Geochelone yniphora.
Los lagos y pantanos dispersos en el parque también protegen a grandes aves acuáticas migratorias que viven en colonias o las tortugas de agua dulce clasificadas como "en peligro", como la madagascariensis Erymnochelys.